# Center (kosárlabda)

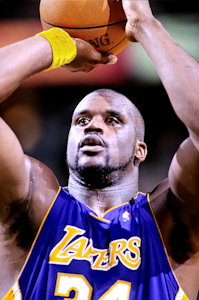
Shaquille O'Neal, minden idők egyik legdominánsabb centere

A center (C) az ötös számú pozíció a kosárlabdában. Általában a csapat legmagasabb tagja, erős és nagydarab játékosok. Az NBA-ben a centerek legtöbb esetben 208 centiméternél magasabb játékosok, a kosárhoz közel játszanak.
A centerek legfontosabb feladata a védekezés és a hatékony pontszerzés. Az 1950-es és 1960-as években George Mikan és Bill Russell is fontos tagjai voltak csapatuk dinasztiáinak és definíciói voltak a korai centernek. Miután az 1979–80-as szezonban bemutatták a hárompontos vonalat, az NBA egyre inkább távoli dobásokra kezdett koncentrálódni, a center pozíció fontossága elkezdett visszaesni.
Az 1990-es évek egyik legjobb centere, Hakeem Olajuwon ismert volt magas szintű lábmunkájáért, fontos szerepe volt a Houston Rockets bajnoki címeiben. Shaquille O'Neal 1992-ben érkezett a ligába és azonnal az egyik legdominánsabb játékosa lett, a 2000-es években több bajnoki címet nyerő csapatnak is kulcsfontosságú tagja volt.
A 2010-es években elkezdett kialakulni a "stretch five" pozíció. A stretch five centerek általában rendelkeznek a náluk alacsonyabb játékosok képességeivel, erre példa Nikola Jokić, aki az irányító passzolási képességeivel rendelkezik, illetve Karl-Anthony Towns, aki minden idők egyik leghatékonyabb dobó centere.
A legutóbbi MVP center Nikola Jokić volt 2022-ben.
A Naismith Memorial Basketball Hall of Fame-be beiktatott centerek közé tartozik többek között Russell, Mikan, Kareem Abdul-Jabbar, O'Neal, Olajuwon, Wilt Chamberlain és David Robinson.
Jelenleg a legjobb centereknek Jokićot, Joel Embiidet, Townst és Rudy Gobert-t tekintik.